# کشورهای در حال توسعه محصور در خشکی
کشورهای در حال توسعه محصور در خشکی با مشکلت اقتصادی همراهند که باعث می‌شود که بیشتر کشورهای محصور در خشکی، توسعه‌نیافته باشند و ساکنان آن‌ها از نظر فقر در پایین‌ترین رتبه‌های جهان قرار گیرند. کشورهای اروپایی از این نظر به دلیل ادغام با بازار منطقه‌ای اروپا استثنا هستند. این کشورها در سال ۲۰۱۲ حدود ۴۴۲٫۸ میلیون نفر جمعیت داشته‌اند.

## فهرست اعضا
آفریقا (۱۶ کشور)
- بوتسوانا
- بورکینافاسو[۴]
- بوروندی[۴]
- جمهوری آفریقای مرکزی[۴]
- چاد[۴]
- اسواتینی
- اتیوپی[۴]
- لسوتو[۴]
- مالاوی[۴]
- مالی[۴]
- نیجر[۴]
- رواندا[۴]
- سودان جنوبی[۴]
- اوگاندا[۴]
- زامبیا[۴]
- زیمبابوه

آسیا (۱۲ کشور)
- افغانستان[۴]
- ارمنستان
- جمهوری آذربایجان
- بوتان (کشور)[۴]
- قزاقستان
- قرقیزستان
- لائوس[۴]
- مغولستان
- نپال[۴]
- تاجیکستان
- ترکمنستان
- ازبکستان

اروپا (۲ کشور)
- 🇲🇩 مولداوی
- مقدونیه شمالی

آمریکای جنوبی (۲ کشور)
- بولیوی
- پاراگوئه